# Goshūi-wakashū
Goshūi-wakashū (jap.: 後拾遺和歌集 auch: 後拾遺集 Goshūishū, dt. etwa Späte Nachlese) ist eine Waka-Anthologie aus der Heian-Zeit Japans. Sie wurde 1086 auf Befehl des Tennō Shirakawa (1073–1129) zusammengestellt. Der Kompilator der Anthologie war Fujiwara no Michitoshi (1047–1099). Die Anthologie umfasst 20 Rollen mit insgesamt 1.220 Waka. Ein beträchtlicher Teil der Gedichte wurde von Frauen verfasst. Der Name Späte Nachlese rührt von der Tatsache, dass die Anthologie auf die Shūi-wakashū folgt.